# Shahrestān di Shiraz
Lo shahrestān di Shiraz (farsi شهرستان شیراز) è uno dei 29 shahrestān della provincia di Fars, in Iran. Il capoluogo è Shiraz. Lo shahrestān è suddiviso in 5 circoscrizioni (bakhsh): 
- Centrale (بخش مرکزی), con le città di Shiraz e Daryan.
- Arzhan (بخش ارژن)
- Zarqan (بخش زرقان), con le città di Lapui e Zaraqan

La circoscrizione di Sarvestan (بخش سروستان), con la città di Sarvestan, è ora diventata uno shahrestān, analogamente allo Shahrestān di Kharameh e allo Shahrestān di Kavar.